# NIFLプレミア・インターミディエイトリーグ
NIFLプレミア・インターミディエイトリーグ（英語: NIFL Premier Intermediate League）は、北アイルランドの最上位サッカーリーグであるNIFLプレミアシップの2つ下のディビジョン（3部リーグ）である。
過去にはベルファスト・テレグラフが冠スポンサーに付いていた。

## 概要
2003年にアイリッシュ・フットボールリーグの改編が行われ、2002-03シーズンのアイリッシュリーグ・セカンドディビジョンはアイリッシュリーグ・ファーストディビジョンに改称され、新しくアイリッシュリーグ・セカンドディビジョンが創設された。2004年にIFAインターミディエイトリーグ・セカンドディビジョンに改称された。
2008年にIFAチャンピオンシップが創設され、2009年にIFAチャンピオンシップ1（2部リーグ）とIFAチャンピオンシップ2（3部リーグ）に拡張された。2008-09シーズンは2009-10シーズンのIFAチャンピオンシップ2に参加するチームを決定するためのIFAインターリム・インターミディエイトリーグが開催された。2013年にNIFLチャンピオンシップ2、2016年にNIFLプレミア・インターミディエイトリーグに改称された。

## リーグ名称
- 2003-2004 アイリッシュリーグ・セカンドディビジョン (Irish League Second Division)
- 2004-2008 IFAインターミディエイトリーグ・セカンドディビジョン (Irish Football Association Intermediate League Second Division)
- 2008-2009 IFAインターリム・インターミディエイトリーグ (Irish Football Association Interim Intermediate League)
- 2009-2013 IFAチャンピオンシップ2 (Irish Football Association Championship 2)
- 2013-2016 NIFLチャンピオンシップ2 (Northern Ireland Football League Championship 2)
- 2016- NIFLプレミア・インターミディエイトリーグ (NIFL Premier Intermediate League)

## 歴代優勝クラブ
出典

### IFAインターリム・インターミディエイトリーグ
| シーズン | 優勝                                     |
| -------- | ---------------------------------------- |
| 2008-09  | ハーランド・アンド・ウルフ・ウェルダーズ |

### IFAチャンピオンシップ2
| シーズン | 優勝                                     |
| -------- | ---------------------------------------- |
| 2009-10  | ハーランド・アンド・ウルフ・ウェルダーズ |
| 2010-11  | ウォレンポイント・タウン                 |
| 2011-12  | Coagh United FC                          |
| 2012-13  | ノックブレダ                             |

### NIFLチャンピオンシップ2
| シーズン | 優勝                   |
| -------- | ---------------------- |
| 2013-14  | アーマー・シティ       |
| 2014-15  | ラーガン・セルティック |

### NIFLプレミア・インターミディエイトリーグ
| シーズン | 優勝                       |
| -------- | -------------------------- |
| 2016-17  | リマヴァディ・ユナイテッド |
| 2017-18  | ダンデラ                   |
| 2018-19  | クイーンズ・ユニバーシティ |
| 2019-20  | アナフ・ユナイテッド       |
| 2020-21  | 中止                       |
| 2021-22  | ニューイントン             |
| 2022-23  | バンガー                   |